# 伊號第二十八潛艦
伊号第二八潜水艦是大日本帝国海軍伊一五型潜水艦的9号艦。

## 舰历
- 1939年（昭和14年） 第四次海軍補充计划（④计划）中提出建造计划
  - 1月25日 在神户的三菱造船所开工建造
- 1942年2月6日竣工。配属至第6艦隊，于南太平洋海域活動。参加珊瑚海海战，没有战果
  - 5月17日 遭美国海军潜水艦「トートグ」发射2枚魚雷攻击，其中1枚命中导致其最终沉没。
  - 6月15日 确定战沉并除籍。